# Горбатюк, Демьян Лаврентьевич
Демьян Лаврентьевич Горбатюк (22 января 1941 года — 27 сентября 2007 года) — украинский ученый, хирург — трансплантолог, врач — морфолог — андролог, педагог, общественный деятель. Доктор медицинских наук, академик Академии наук высшего образования Украины, заведующий кафедрой оперативной хирургии и топографической анатомии Киевского медицинского университета Украинской ассоциации народной медицины, профессор кафедры оперативной хирургии и топографической анатомии Киевской национальной академии последипломного образования имени П. Л. Шупика, генерал-майор Казачества Украины (2001).

## Биография
Демьян Лаврентьевич Горбатюк родился 22 января 1941 года в селе Тынное Ровенской области (ныне в черте города Ровно) в крестьянской семье. Выпускник Киевского медицинского института имени акад. А. А. Богомольца (ныне Национальный медицинский университет имени А. А. Богомольца). В 1966 году, после окончании института работал хирургом участковой и районной больниц в Каневском районе Черкасской области. Окончил целевую аспирантуру Московского государственного университета дружбы народов имени Патриса Лумумбы. Ученик и последователь московской научной хирургической школы академика В. В. Кованова, академика И. Д. Кирпатовского и Киевской научной школы академика К. И. Кульчицкого.
После окончания аспирантуры работал ассистентом кафедры оперативной хирургии в Киевском медицинском институте имени акад. А. А. Богомольца. С 1980 года — доцент кафедры оперативной хирургии и топографической анатомии Киевского государственного института усовершенствования врачей.
Область научных интересов Демьяна Горбатюка — изучение вопросов морфо-функциональных аспектов влияния тепловой ишемии и других факторов на мужскую репродуктивную систему, определение оптимальных сроков хирургической коррекции врожденных пороков развития репродуктивной системы мужчин.
Демьян Лаврентьевич Горбатюк является автором около 300 научных работ, нескольких изобретений в области хирургии.
Подготовил более 10 кандидатов и докторов медицинских наук.

## Награды
Орден Ярослава Мудрого (2004).

## Труды
- Хирургическая коррекция эндокринной импотенции. Москва, 1986;
- Хирургическое лечение гнойно-воспалительных заболеваний таза: учебное пособ. Москва, 1987;
- Фетальные клеточно-тканевые препараты в медицине и криобиологии. К., 1999;
- Экспериментально-клинические аспекты пересадки яичка. Москва, 2002;
- Сучасна лікувально-діагностична тактика при варикоцеле у дітей: Посіб. К., 2005 (співавт.).